# 松岡町 (福井県)
松岡町（まつおかちょう）は、かつて福井県吉田郡にあった町。越前松岡藩が置かれた城下町を中心に発展、所属する吉田郡内でも最初に町制を施行した。近年は九頭竜川を挟んで北側において2つの国公立大学が設置されるなど、学園のまちを形成してきた。
2006年（平成18年）2月13日、吉田郡（旧）永平寺町・上志比村と合併して（新）永平寺町が発足し、松岡町は廃止された。松岡町役場は永平寺町役場となった。2005年国勢調査の平均年齢の41.8歳だった。

## 地理
九頭竜川の南岸は福井平野のほぼ東端になる福井北IC付近から東へ向かって徐々に高度が上がり、ほぼ平坦な北岸から春日区の町役場へは橋を渡り終えて約300mの距離で20m前後高低差がある急坂を登る。
- 山岳 - 吉野ヶ岳
- 河川 - 九頭竜川

### 隣接していた市町村
以下の3市町と接していた。
- 福井市
- 坂井郡丸岡町
- 吉田郡永平寺町

## 歴史
- 1889年（明治22年）4月1日 - 町村制の施行により、吉田郡松岡町（松岡台町、松岡本町、松岡観音町、松岡松原町、松岡極印町、松岡毘沙門町、室村、椚村及び窪村）の区域をもって、吉田郡松岡村が発足する。
- 1930年（昭和5年）2月11日 - 吉田郡松岡村が町制施行して、吉田郡松岡町となる。
- 1947年（昭和22年）10月25日 - 昭和天皇の戦後巡幸。松岡小学校に県下教育関係者奉迎場が設けられ、教員らが励ましのお言葉を賜る[1]。
- 1955年（昭和30年）
  - 3月31日 - 吉田郡松岡町、吉野村及び五領ヶ島村が合併して、改めて吉田郡松岡町が発足する。
  - 4月30日 - 吉田郡志比村の区域の内、大字志比堺の区域を編入する。
- 1984年（昭和59年）3月1日 - 坂井郡丸岡町及び吉田郡松岡町の区域の境界を変更する。
- 2006年（平成18年）2月13日 - 吉田郡松岡町、永平寺町及び上志比村が合併して、改めて吉田郡永平寺町が発足する。

## 行政
- 町長 砂村義隆

## 経済

### 産業
- 主な産業
  - 農業や繊維関連の事業者は多いが、町内最大の事業所は福井大学医学部附属病院であり、医療福祉や教育・研究など、公務を含むサービス業が実質的な主体。
  - 国内で唯一、ハープの製造事業所が存在する。
- 産業人口（2005年国勢調査）
  - 第一次産業 198人
  - 第二次産業 1,598人
  - 第三次産業 3,672人

## 教育

### 小学校
- 松岡町立松岡小学校
- 松岡町立御陵小学校
- 松岡町立吉野小学校

### 中学校
- 松岡町立松岡中学校

### 大学
- 福井県立大学
- 福井大学医学部

## 交通

### 鉄道
- 中心となる駅：松岡駅

- 隣接市町村への連絡
  - えちぜん鉄道
    - 勝山永平寺線：（福井市） - 観音町駅 - 松岡駅 - 志比堺駅 - （永平寺町）

- 都道府県庁への連絡
  - 松岡駅から勝山永平寺線にて約19分の福井駅（福井市）下車

- 広範囲な連絡
  - 福井駅にてJR西日本の特急列車に接続

### バス
- 京福バス
  - 松岡駅から福井大学医学部、福井県立大学を経由し本丸岡（丸岡町）へ向かう路線があるが、土曜・日曜・祝日運休。両大学からはこのほか勝山市内・越前大野駅を経て大野市内に至る1路線と福井駅前方面3路線を毎日運行、福井大学本部（福大前西福井駅付近）を経て福井駅前へ向かう1路線が平日のみ運行。
- えちぜん鉄道
  - 松岡駅・福井大学医学部間直通無料バス「げんきくん」（運行は高志観光バスに委託）を2006年3月末までの平日に試行運転中。
- 松岡町
  - コミュニティバス3路線。

### 道路
- 高速道路
  - 北陸自動車道（福井市との境界に福井北IC）
  - 中部縦貫自動車道（国道158号永平寺大野道路）：松岡IC - 1区間のみ、暫定無料開放中のため料金所なし

- 一般国道
  - 国道416号

- 都道府県道
  - 福井県道110号中川松岡線
  - 福井県道111号舟橋松岡線
  - 福井県道112号栃神谷鳴鹿森田線
  - 福井県道113号稲津松岡線
  - 福井県道114号吉野福井線
  - 福井県道164号大畑松岡線
  - 福井県道165号京善原目線
  - 福井県道801号永平寺福井自転車道線

## 娯楽
- 松岡劇場 - 神明にあった映画館[2]。

## 名所・旧跡・観光スポット・祭事・催事
- 手繰ケ城山古墳
- 松岡館跡・お館の椿